# Клан Баннермен

Емблема (гребінь) клану Баннермен.

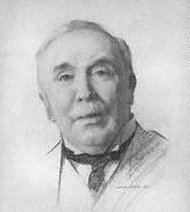
Сер Генрі Кампбелл Баннермен.

Клан Баннермен (шотл. — Clan Bannerman) — один з кланів рівнинної Шотландії. 
Гасло клану: Pro Patria! — «За батьківщину!» (лат.)

## Історія клану Баннермен

### Походження клану Баннермен
Назва клану в перекладі означає «Носії прапора», «Прапороносці». Згідно з історичними переказами люди з клану Баннермен були носіями королівського штандарту в Х–ХІ століттях. Один з гербів вождя клану Баннермен відображає це: цей герб являє собою червоний щит, на якому майорить прапор Шотландії. Це право — бути прапороносцями короля Шотландії — клан здобув за часів правління короля Малкольма III (1058–1093) або Олександра І (1107–1124). Король вирушив на війну з повстанцями, що хотіли повалити його трон. Армія переправлялась через бурхливу річку Спей. Сер Олександр Каррон — камергер короля — ніс королівський прапор і першим переправився через бурхливі води, армія пішла за ним. Повстанці були розбиті й Каррон був нагороджений — його клан здобув право бути спадковими прапороносцями короля, зображати на гербі вождів прапор Шотландії і носити назву Баннермен. Клан досі пишається цим привілеєм. 
У червні 1367 року Дональду Баннермену були подаровані землі Клайтріс, Вотертон, Велтаун в приході Еллон, що Абердинширі. Ці землі їм подарував король Шотландії Давид II. За це клан Баннермен зобов'язалися побудувати каплицю на честь Роберта Брюса, батька Давида II і щотижня у цій каплиці правити месу за упокій короля Роберта І. Абат Кінлосс передав клану Баннермен землі на захід від міста Абердин у 1370 році. 

### XV – XVII століття
Клан Баннермен брав активну участь у політиці Шотландії, брав участь у війнах кланів, особливо у війні між кланом Гордон та кланом Форбс. Хоча клан брав участь на обох сторонах війни, але частіше він підтримував клан Фобрс. Але в 1608 році Маргарет Баннермен вийшла заміж за Джорджа Гордона Хаддо — сина сера Джона Гордона. Джордж Гордон був вірним прихильником короля, пізніше був страчений за протидію Національному ковенанту і занадто роялістські погляди. Олександр Баннермен був прибічником короля Англії та Шотландії Карла І і воював проти шотландських пресвітеріан. Маєтки клану Баннермен були врятовані від конфіскації тільки завдяки втручанню сера Джорджа Гамільтона Тулліалана, який по суті присвоїв їх тимчасово собі. 
У 1644 році Олександр Баннермен бився на дуелі зі своїм кузеном сером Джорджем Гордоном Хаддо, під час якої сер Гордон був поранений. Землі клану були повернені сину Олександра Баннермена — Олександру Баннермену Елсіку. Саме йому король Карл II подарував титул баронета Нової Шотландії 28 грудня 1682 року за відданість королю під час громадянської війни на Британських островах.

### XVIII століття – повстання якобітів
Молодший син Олександра Баннермена — сер Патрік Баннерман підтримав поваленого короля з династії Стюартів і «давнього претендента» на трон Шотландії під час якобітского повстання 1715 року. Сер Патрік був тоді протектором міста Абердин і зібрав прихильників Стюартів і представив їх Джеймсу Френсісу Едуарду Стюарту (Старому Претенденту), вітав його як короля Шотландії. Джеймс посвятив у лицарі сера Патріка. Повстання було розгромлене і сер Патрік був заарештований. Він вирішив не чекати ні вироку суду, ні можливого помилування, а втік до Франції. 
У 1745 році спалахнуло чергове повстання якобітів — під прапором нового претендента на трон Шотландії, насправді — за незалежність Шотландії, що тоді потрапила під владу Англії внаслідок династичних інтриг. Сер Олександр Баннермен — син другого баронета, очоливши 160 чоловіків клану Баннермен, приєднався до принца Чарльза Едварда Стюарта в Стерлінгу в 1745 році, а також він був з принцом, коли він втік після катастрофи в битві при Каллоден у 1746 році. Баннермен втік на північ — у Дінгуолл, а потім в Сазерленд. Пізніше він втік до Франції, ледве уникнув урядових військ, сховавшись у таємній шафі в замку Елсік. Сер Олександр Баннермен — IV баронет був змушений продати маєтки в Елсік через загрозу конфіскації майна підозрюваних у причетності до повстання. 

### Сучасна історія
Генрі Кемпбелл-Баннермен був прем'єр-міністром Об'єднаного Королівства Велика Британія з 1905 по 1908 роки. Він прийняв ім'я Баннерменом через свою матір в 1868 році. Його перша урядова посада — фінансовий секретар у військовому відомстві. Він швидко піднявся по службових сходах і став державним секретарем з питань війни в 1886 році. Він став близьким другом короля Едуарда VII, який згодом зробив його прем'єр-міністром.
Сер Артур Баннермен — ХІІ баронет служив в армії в Індії з 1921 по 1928 рік, був державним секретарем у справах Індії. Він також служив джентльмен-ашером при дворі королів Георга V, Едуарда VIII, Георга VI і став кавалером Королівського Вікторіанського ордену в 1928 році.
Джон Баннермен,XIII баронет Баннерман з Кілдонана був одним з найбільш відомих гравців у регбі в Шотландії, вигравши 39 матчів за Шотландію.

## Вождь клану Баннермен
Нинішнім вождем клану Баннермен є сер Девід Гордон Баннермен Елсік — XV баронет. Сер Девід здобув освіту в школі Ґордонстоун та Нью Коледж в Оксфорді. Він проживає в Річмонді зі своєю дружиною леді Мері Пруденс Баннермена (уроджена Арда Вальтер), має чотирьох дітей: Клер (нар. 1961 року), Марго (нар. 1963), Арабелла (нар. 1965), Клода (нар. 1975), сім онуків: Констанцію (нар. 1994 року.), Олександра (нар. 1996), Гектора (нар. 1998 року), Рубіна (нар. 1999), Міло (нар. 2001), Ділана (нар. 2007), Евай (нар. 2009).

## Баронети Баннермен
28 грудня 1682 року Олександр Баннермен отримав від короля спадковий баронета Нової Шотландії. 
- Олександр Баннермен, І баронет (1682–1711)
- Олександр Баннермен, II баронет (1711–1742)
- Олександр Баннермен, ІІІ баронет (1742–1747)
- Олександр Баннермен, IV баронет (1747–1770)
- Едуард Троттер Баннермен, V баронет (1770–1796)
- Олександр Баннермен, VI баронет (1796–1813)
- Олександр Баннермен, VII баронет (1813–1840)
- Чарльз Баннермен, VIII баронет (1840–1851)
- Олександр Баннермен, IX баронет (1851–1877)
- Джордж Баннермен, X баронет (1877–1901)
- Джордж Баннермен, XI баронет (1901–1934)
- Артур Д`Арси Гордон Баннермен, XII баронет (1934–1955)
- Дональд Артур Гордон Баннермен, XIII баронет (1955–1989)
- Олександр Патрік Баннермен, XIV баронет (1989)
- Девід Гордон Баннермен, XV баронет (з 1989)